# 瑪麗亞環礁
瑪麗亞環礁（Maria），又稱東瑪麗亞環礁（Maria Est），是南太平洋法屬波利尼西亞的環礁，屬於土阿莫土群島的一部分，位於馬圖雷伊瓦沃環礁東南56公里，由甘比尔市镇管辖，長7公里、寬4公里，土地面積3平方公里，潟湖面積7平方公里，島上無人居住。
22°01′S 136°11′W / 22.017°S 136.183°W

## 外部連結
- （页面存档备份，存于）
- Moerenhout, Jacques-Antoine. Voyages aux iles du grand Ocean
- Tuamotu Seamount Trail （页面存档备份，存于）
- Atoll list (in French) （页面存档备份，存于）